# АФЦ Запад
АФЦ Запад (енгл. AFC West) или Западна дивизија Америчке фудбалске конференције (енгл. The American Football Conference West Division) је једна од четири дивизије АФЦ-а. Настала је 1970. године када се спојили АФЛ и НФЛ.

## Клубови
У Дивизији Запад наступају четири клуба:
Тренутно Лас Вегас рејдерси, Денвер бронкоси, Лос Анђелес чарџерси и Канзас Сити чифси 
сви имају по 15 титула првака дивизије.